# エルキン・アルプテキン
エルキン・アルプテキン（Erkin Alptekin、ウイグル語:ئەركىن آلبتكين、中国語:艾爾肯·阿布甫泰肯、ピンイン:Àiěrkěn Ābùtàijīn、1939年7月4日 - ）は、ウイグルの政治活動家。ドイツから数多くのウイグル民族主義組織の結成を支援し、そのうち最も名の知られた組織としては、代表なき国家民族機構（UNPO）や世界ウイグル会議が挙げられる。

## 前半生
中華人民共和国カシュガル出身。父エイサ・ユスプ・アルプテキンは1933年から1934年にかけて、中国西部の東トルキスタン共和国書記長を務めた。1949年の新疆侵攻と中華人民共和国成立を機に、一家はジャンムー・カシミール州シュリーナガルへ移ることとなる。同地のカトリック系学校や女子修道院付属大学を経て、イスタンブールのジャーナリズム研究所を卒業。その後はドイツに拠点を置く。

## 政治活動
1971年父の縁故により、ミュンヘンのラジオ・フリー・ヨーロッパ・ラジオ・リバティーへ就職。「上級政策アドバイザー」として、ウイグル語放送が聴取者不足から中断される1979年まで、ウイグル支局を担当した。ウイグル支局時代はウイグル人を対象とするマスメディアの欠如に不満を抱いており、「紛争が発生した時国際組織しか反応しない」と述べている。
この間1970年代から1980年代にかけて、中央情報局（CIA）がウイグル人民族主義者との接触を図る中で、各種ウイグル人組織における主導性やラジオ局でのキャリアに目を付け、アルプテキンに同局の工作員として白羽の矢を立てる。CIAへ助言を行うようになり、1995年にラジオ局を退職してからはチェコのプラハに居を移すこととなる。
分離主義を標榜する各種組織を立ち上げているが、そのほとんどはウイグル人民族主義運動に関するものであった。1985年東トルキスタン・チベット・内モンゴル連帯委員会に加わり、1998年にはニューヨークで初会合を開く。ヨーロッパではヨーロッパ東トルキスタン連合を設立。
1991年ハーグに本部を置く代表なき国家民族機構の設立に携わり、2004年4月にミュンヘンで開かれた会合にて、世界ウイグル会議の議長に選出される。1971年以降、ウイグル人民族主義者のみならず他の分離主義者以外にも、西側諸国の先住民族をはじめとする少数民族を代表してロビー活動を行ってきた。
アジアやヨーロッパ、アメリカ合衆国に所在する複数の国際組織で評議員も務め、ここ35年間は6000を上回る組織に参加。西側諸国のマスメディアから注目を集めている。